# Adriane Rodrigues
Adriane Garcia Rodrigues (Rio de Janeiro, 17 de janeiro de 1978) é uma advogada, empresária e política brasileira.
Filha do político José Anselmo Rodrigues, Adriane foi coordenadora da campanha vitoriosa de seu pai à prefeitura de Pelotas em 1996. Enquanto filiada ao Partido Democrático Trabalhista (PDT), foi presidente das alas jovens municipal e estadual, vice-presidente do diretório municipal e membro do diretório nacional. Candidata à deputada estadual do Rio Grande do Sul em 1998, elegeu-se suplente; assumiu o cargo no lugar deixado por Kalil Sehbe em 2003. Foi secretária adjunta da Secretaria Municipal da Juventude de Porto Alegre ao lado de Juliana Brizola em 2008. Em 2024, já filiada ao Partido Liberal (PL), é candidata à vice-prefeitura na chapa encabeçada por Marciano Perondi.